# روث باول
روث باول (بالإنجليزية: Ruth Paul)‏ هي كاتبة للأطفال وكاتِبة ورسامة توضيحية نيوزيلندية، ولدت في 1964.